# Nightrain
Nightrain är en låt gjord 1987 av det amerikanska rockbandet Guns N' Roses.
Låten skrevs av den engelskfödde gitarristen Saul "Slash" Hudson. Den handlar om det billiga vinet Nightrain som fanns nere på gatan där de bodde under 80-talet. Vinet lär ha kostat 3,45 dollar och man ska bli väldigt borta enligt Slash själv.
Låten återfinns på skivan Appetite for Destruction.